# BP
A BP plc, ismert, használt régebbi nevén a British Petroleum, a világ egyik legnagyobb olaj- és gázvállalata, a hét supermajor egyike. Egy londoni székhelyű brit multinacionális vállalat, mely 2012-es eredménye alapján 2012-ben piaci kapitalizáció alapján a világ hatodik legnagyobb olaj- és gázvállalatává, valamint a hatodik energetikai vállalkozásává vált. Ennek a cégnek volt az évben az ötödik legnagyobb bevétele a földön. Egy vertikálisan integrált vállalat, mely az olaj- és gázpiac összes részterületén jelen van, így részt vesz a feltárásba, a kitermelésben, a finomításban, az elosztásban és a marketingben, jelen van az olajszármazékok piacán, részt vesz az energiatermelésben és annak kereskedelmében is. Kis mértékben megújuló energiával is foglalkozik, így van bioüzemanyaggyára és szélerőműparkja is. A BP-nek 2015. december 31-én több mint 70 országban van érdekeltsége, kitermelésének nagyságrendje napi 3,3 millió hordó olajekvivalensnyi, bizonyított készlete pedig 17,18 milliárd hordónyi. A cégnek világszerte 17200 töltőállomása van, melyek közül 7000 az USA-ban található.
Legnagyobb részlege az USA-ban üzemelő BP America. A BP a világ legnagyobb olajtartalékokkal rendelkező és legnagyobb kitermelési mértékkel bíró, szabadpiacon kereskedett olajipari vállalatának, az orosz Rosneft tulajdonosa 19,75%-nyi arányban. A BP részvényeivel elsősorban a Londoni Értéktőzsdén kereskednek, részvényének árfolyamváltozása pedig hatással van az [FTSE 100 Index alakulására. Másodlagos forgalomban megtalálható a frankfurti és a New York-i értéktőzsdéken is.
A BP gyökerei 1908-ig, az Anglo-Persian Oil Company megalapításig nyúlnak vissza, mikor a Burmah Oil Company Iránban fellelt olajkészletének kitermelésére hoztak létre. 1935-ben lett belőle Anglo-Iranian Oil Company, 1954-ben pedig British Petroleum. A Közel-Keleten először 1959-ben terjeszkedett túl, mikor megnyitotta alaszkai kitermelő egységét. 1965-ben ez volt az első cég, mely az Északi-tengeren elkezdett olajat kitermelni. A British Petroleum 1978-ban szerezte meg a Standard Oil of Ohio meghatározó többségét. Az addig brit kormányzati kézben lévő céget 1979 és 1987 között több lépésben privatizálták. A British Petroleum 1998-ban egyesült az Amocóval, s innentől BP Amoco plc majd 200-tól, miután felvásárolta az ARCO és a Burmah Castrol vállalatokat, BP plc lett a neve. 2003 és 2013 között az oroszországi TNK-BP résztulajdonosa volt.
A BP közvetlenül kapcsolatba hozható több nagy környezetvédelmi és biztonsági katasztrófával. Ezek közé tartozik a 2005-ös texasi olajfinomító felrobbanása, ahol 15 ember vesztette életét, és ami miatt az amerikai Munka-egészségügyi és Munkabiztonsági Hatóság az addigi legmagasabb büntetését szabta ki. Nagy-Britannia legnagyobb olajfoltja, a Torrey Canyon elsüllyedése nyomán kialakult szennyezés és a 2006-os Prudhoe-öböli olajfoltok a 25 millió dolláros polgárjogi bírságot maga után vonó szennyezés is a cég nevéhez kötődik. Utóbbi korának legnagyobb, olajszennyezéshez kapcsolódó bírsága volt
A Deepwater Horizon olajszennyezése 2010-ben egy olyan esemény volt, melynek következtében balesetből kifolyólag legnagyobb mennyiségű olaj ömlött tengerbe. Ennek több, a környezetre, az egészségre és a gazdaságra gyakorolt következménye is lett, a BP pedig sok jogi és PR-problémával volt kénytelen szembesülni. A tisztítási munkálatok során 1,8 millió gallon Corexit olajfelszívót használtak el, ezzel ez lett a történelem legnagyobb felhasználása ebből az anyagból az USA területén. A vállalatot 11 rendbeli emberölésben, kétrendbeli vétségben és egy rendben a Kongresszus előtti hazugság miatt találta bűnösnek. A társaság 4,5 milliárd amerikai dollár büntetést fizetett ki, ezzel ez volt az USA történetében kiszabott legnagyobb pénzbírság.
2015. januárban újra éledtek a jogi eljárások, hogy megállapítsák, a Tiszta Vízről szóló törvény, illetve a Nemzeti Értékek megrongálásáról szóló törvény értelmében mekkora bírságot kell még fizetnie a cégnek. 2014. szeptemberben első fokon a bíróság megállapította, hogy a BP vakmerő volt, semmit nem vett figyelembe, és eszerint a legrosszabb esetben a BP-bek az addig megfizetett 28 milliárd USD-n felül további 18 milliárd USD-t kell fizetnie. Ekkor a BP jövőjét többen is megkérdőjelezték. A végleges büntetés az eredeti összegen felül további 19 milliárd USD megfizetésére kötelezte a vállalatot.

## Története

### 1909-től 1954-ig

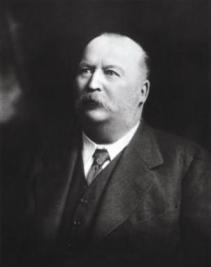
William Knox D'Arcy

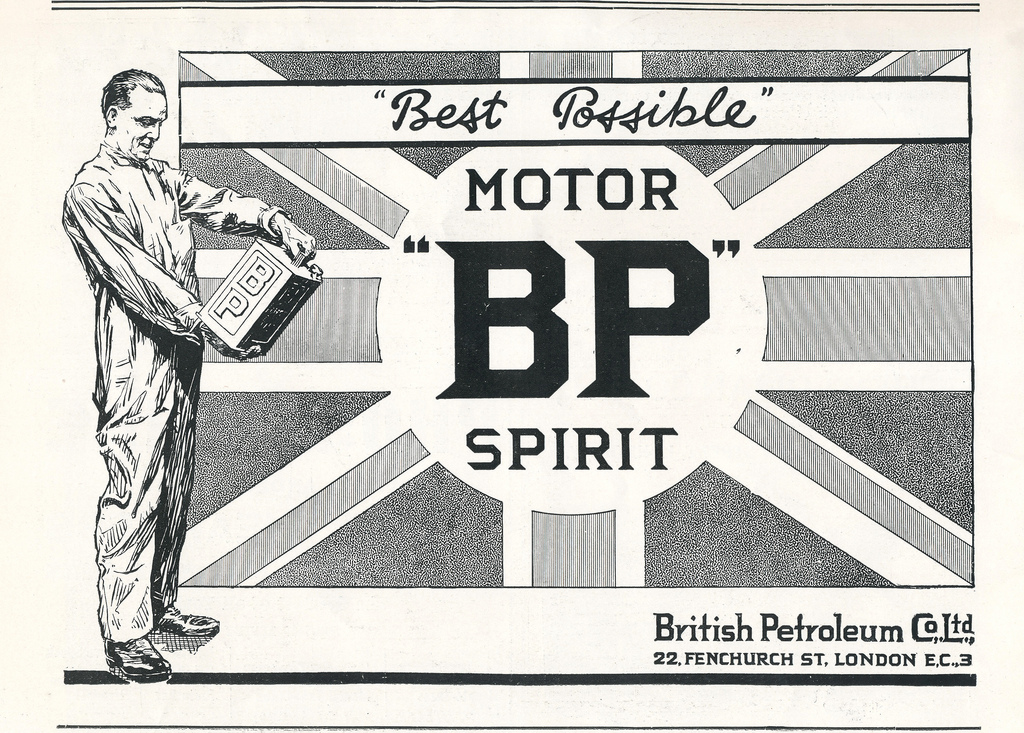
A BP Motor Spirit egyik reklámja 1922-ből

1908-ban brit geológusok egy nagy csoportja jelentős mennyiségű olajat tart fel Irán Masjed Soleyman megyéjében. Ez volt az első, kereskedelmileg is jelentős mennyiségben fellelt nyersolaj a Közel-Keleten. Az iráni sah koncessziót biztosított a briteknek, hogy azok megkezdhessék az olajkitermeléshez szükséges fúrásokat.
Rögtön a cég megalapítása után nekiálltak az Abadani finomító és a Masjidvól Abadanba vezető vezetékrendszer megépítésének. Az olajfinomítót 1912-ben vették használatba. A brit kormány 1913-ban irányító befolyást szerzett a cégben, miután megvásárolta részvényeinek 50,0025%-át, és Winston Churchill javaslatára a brit haditengerészet a széntüzelésről átállt az olajalapú üzemanyagok felhasználására. A brit érdekeltségeket leginkább megtestesítő Brit Tengerészet ezután 100%-ban Iránban kitermelt olajból fedezte az üzemanyagszükségletét. 1915-ben az APOC megalapította a hajózási leányvállalatát, a British Tanker Companyt, 1916-ban pedig felvásárolta a német Europäische Petroleum Union brit marketing részlegét, a British Petroleum Companyt. 1919-ben a Scottish Oil megalapításával a társaság belépett az olajpala iparba.
Az első világháború után az APOC elkezdte terjeszteni a kontinensen is a termékeit, és több európai országban számos, marketinggel kapcsolatos társaságba bevásárolta magát. Az Egyesült királyságban Walesben ők építették az első olajfinomítót Llandarcyben, majd ezt követően elkészítették üzemüket Skóciában, a Grangemouth olajfinomítót. Többségi befolyást szerzett Franciaországban a Courchelettes melletti finomítóban is, Ausztrália kormányával pedig olyan partnerségi megállapodást kötött, melynek értelmében Laverton mellett meg tudta építeni a terület első olajfinomítóját. 1923-ban a Burmah tanácsadóként alkalmazta Winston Churchillt, hogy meggyőzze a kormányt, az APOC-nak kizárólagos jogosultsága legyen a perzsa olajkészletek kitermelésében, melyeket az iráni vezetőség már az országnak adott.
1911-ben az APOC és Calouste Gulbenkian amerikai üzletember részvételével a mezopotámiai (ma iraki) olajkincsek kinyerése érdekében megalapították a Turkish Petroleum Company (TPC) társaságot. 1914-re a részvények 50%-a az APOC kezébe került. A TPC 1925-ben koncessziós jogot kapott a brit mandátum alatt álló Iraki Királyságtól a mezopotámiai olaj kitermelésére. Az alapanyag kinyerésének 1927. október 14-én álltak neki. A geopolitikai helyzet megváltozása, az Oszmán Birodalom felbomlása és a Vörös Vonal Megállapodás hatására az akkor már Iraq Petroleum Company (IPC) működő cégben az APOC tulajdonaránya 23,75%-ra csökkent. Az irakiak egyre nagyobb részt akartak megszerezni a vállalatból, illetve egyre több jogdíjat akartak szedni, de ennek ellenére békés viszonyok alakultak ki a nyugatbarát Haszemita Iraki királyság között. 1928 és 1968 között a vörös vonal megállapodás értelmében az IPC kisajátította az olajkitermelési jogokat, így sem Szaúd-Arábia, sem Bahrein nem fért hozzá az erőforrásokhoz.
1932-ben az APOC és a Royal Dutch Shell az Egyesült Királyságban Shell-Mex and BP közös marketingcéget hoztak létre. 1934-ben az APOC és a Kuwait Oil Company megalapította a Gulf Oilt, melyben a feleknek egyenlő részesedése volt. Az olajipari koncessziókat 1934. december 23-án kapta meg a cég, a fúrásoknak ppedig 1936-ban álltak neki. 1935-ben, Reza sah azzal a kéréssel fordult a nemzetközi közvéleményhez, hogy országát ezentúl Mezopotámia helyett Iránnak nevezzék. Ennek megfelelően a cég nevét is átírták Anglo-Iranian Oil Company-ra (AIOC). 1937-ben az AIOC és a Royal Dutch Shell megalapította a Shell/D'Arcy Exploration Partners társaságot, melynek célja a nigériaI olaj feltárása volt. A céget egyenlő arányban birtokolták, de az üzemeltetésért a Shell volt a felelős. Később a Shell-D'Arcy Petroleum Development Company és a Shell-BP Petroleum Development Company, a mosttani Shell Petroleum Development Company vette át a helyét.
A II. világháború után a Közel-Keleten éledezni kezdett a nacionalista érzékenység, melyek közül kiemelkedik az iráni és az arab nacionalizmus. Iránban az AIOC és Ali Razmara nyugatbarát kormánya ellenállt a azoknak a nacionalista hangoknak, melyek szerint felül kellene vizsgálni a cégnek adott koncessziókat, és azokat Irán javára módosítani kellene. 1951. márciusban Razmarát meggyilkolták, és helyét a nacionalista Mohammed Mossadeq vette át, akit, az iráni parlament megválasztott az ország miniszterelnökévé. 1951. áprilisban az iráni kormány egyhangúlag államosította az iráni olajipart, és megalapították az AIOLC helyét átvevő National Iranian Oil Company (NIOC) vállalatot. Az AIOC kivonta iráni eszközeit, Nagy-Britannia pedig hatékony, világszintű embargót léptetett életbe az iráni olajjal szemben. Az AIOC tulajdonosa, a brit kormány beperelte Iránt a hágai Nemzetközi Bíróság előtt, de a kérvényüket visszautasították.
Churchill miniszterelnök Eisenhower elnök segítségét kérte Mossadeq elmozdításában. Az iráni miniszterelnök elleni terveket a CIA Ajax hadművelet, a Brit Titkosszolgálat pedig Csizma Hadművelet név alatt dolgozta ki. A CIA és az MI6 segített megteremteni egy puccskísérlet alapjait, s ezeken az alapokon vitték véghez az 1953-as iráni puccsot. Így került hatalomra az új nyugatbarát miniszterelnök Fazlollah tábornok, és ennek hatására megnőtt Mohammad Reza Pahlavi sah politikai ereje. Így már vissza tudott térni az országba az AIOC.

### 1954 és 1979 között

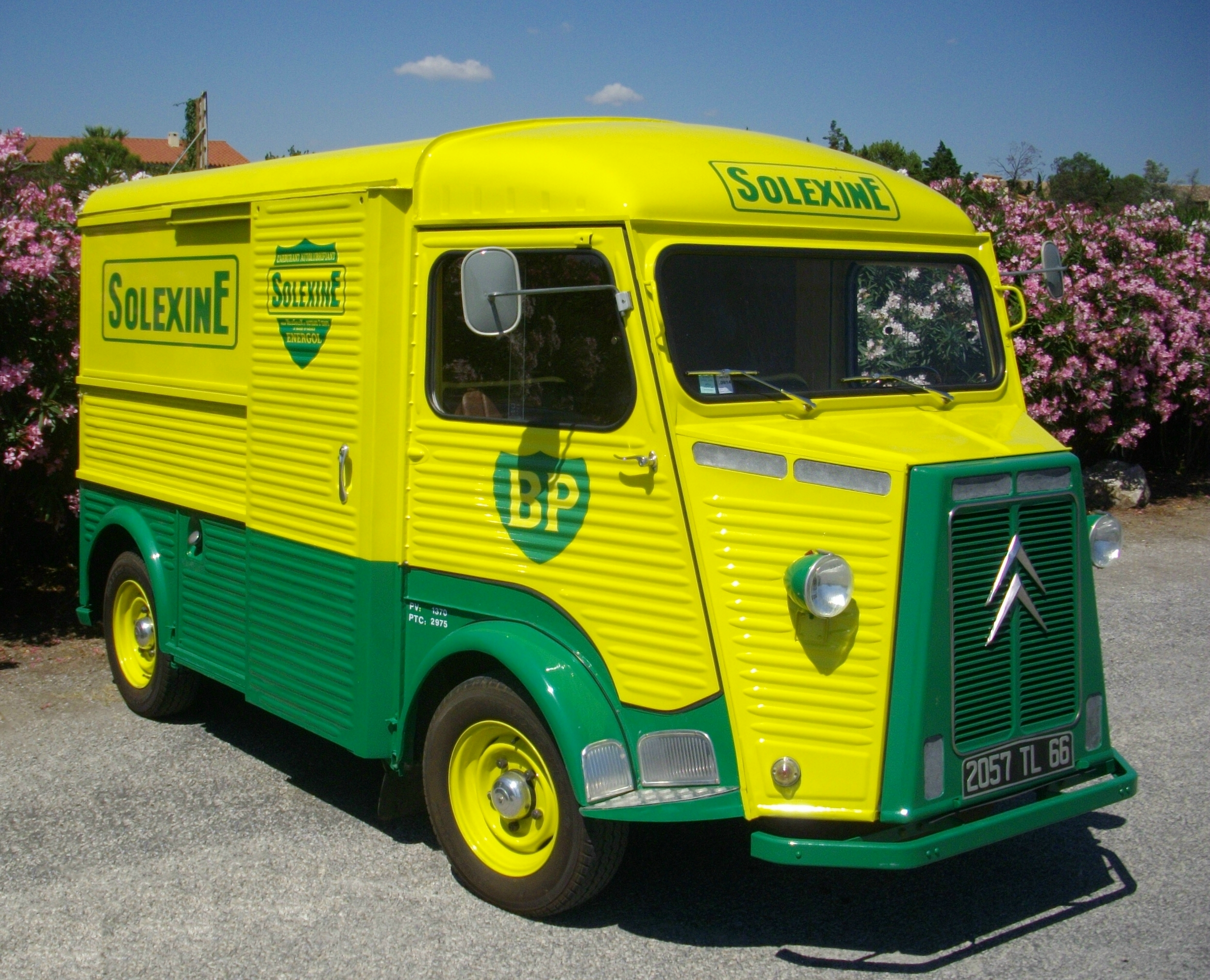
A BP egyik teherautója 1967-ből

1954-ben az AIOC-ból létrejött a British Petroleum Company. Az 1953-as iráni puccs után, 1954. októberben Londonban megalapították az Iranian Oil Participants Ltd holding vállalatot (IOP), melynek a fő feladata az iráni olaj újbóli elérhetővé tétele volt a nemzetközi olajpiacon. A British Petroleum 40%-os részaránnyal a vállalat alapítói közé tartozott. Az IOP az NIOC nevében és javára üzemeltette az iráni olajlétesítményeket. A Saudi-Aramco 1950-es "50/50"-es megállapodásához hasonlóan a konzorcium beleegyezett, hogy nyereségének a felét átadja Iránnak, de “könyveit nem nyitja meg az iráni hatóságok előtt, és nem hagyja, hogy az igazgatóságnak iráni tagja legyen.”
1953-ban a Calgary-ban székelő Triad Oil Company kisebbségi részének megszerzésén keresztül a British Petroleum belépett a kanadai olajpiacra. 1959-ben tovább terjeszkedett Alaszka felé, majd 1969-ben ez vezetett a Prudhoe-öbölben rejlő olajmező feltárásához. 1956-ban a D'Arcy Exploration Co. (Africa) Ltd. négy olajkitermelési koncessziót szerzett meg Líbiában. 1962-ben a Scottish Oils megkezdte az olajpala kitermelését. 1965-ben ez lett az első cég, mely olajat nyert ki az Északi-tengernél. 1969-ben a Sinclair Oil Corporation keleti-tengeri kitermelő és marketing egységeinek megvásárlásával belépett az USA piacára. 1969-ben a British Petroleum kanadai leányvállalatát átnevezték BP Canadára, majd 1971-ben megszerezte a Supertest Petroleum részvényeinek 97,98%-át.
Az 1960-as évekre az a kép alakult ki a British Petroleumról, hogy a legveszélyesebb vállalkozásokba fog bele. Ezzel együtt profitja az iparágban a legjobb, biztonsági mutatói pedig a legrosszabbak voltak. 1967-ben a hatalmas olajtanker, a Torrey Canyon megfeneklett Anglia partjainál. Több mint 32 millió gallon olaj ömlött az Atlanti-óceánba, mely elérte Cornwallt és Bretagne-t is, és ez volt Nagy-Britannia legnagyobb olajszennyezése. A hajó a bahamai bejegyzésű Barracuda Tanker Corporation tulajdona volt, árbócain pedig Libéria zászlói lobogtak, és a British Petroleum üzemeltette. A hajót később a Királyi Légierő is lőni kezdte, hogy elégessék a kiömlő olajat, de így sem sikerült felszámolni az olajszennyezést.
A vállalat olajkészletét Líbiában 1971-ben, Kuvaitban 1975-ben, Nigériában 1979-ben államosították. Irakban az IPC az 1972. júniusi államosítás után befejezte működését, de az Iraq Petroleum Company jogilag még ma is létezik, és egyik hozzá kapcsolódó vállalata, az Abu Dhabi Petroleum Company (ADPC), régebbi nevén a Petroleum Development (Trucial Coast) Ltd ma is az eredeti tulajdonosi struktúrába üzemel.
A Közel-Keleten kiéleződött vita az olajtársaságok és a helyi kormányok között és az 1973-as olajválság oda vezetett, hogy a British Petroleum elvesztette az OPEC-államokban birtokolt nyersolaj-kitermelési pozícióit, és ez késztette arra, hogy a Közel-Keleten nagy mértékben múló olajiparon kívülre is diverzifikálja a tevékenységét. 1976-ban a Shell és a British Petroleum felosztották az Egyesült Királyságban közösen alapított marketingvállalatukat, egy részét a Shell-Mex, egy másik részét a BP kapta meg. 1978-ban a vállalat ellenőrző befolyást szerzett a Standard Oil of Ohio-ban (Sohio).
Irámbna a British Petroleum egészen 1979-ig, az iráni forradalomig folytatta a tevékenységét. A Homeini ajatolah vezetésével megalakult új kormány kompenzáció nélkül államosította a cég iráni eszközeit, és ezzel vége lett 70 éves jelenlétének.
Az 1970-es 1980-as években a British Petroleum beszállt a szén- ásvány – és tápanyagiparba is, de itteni érdekeltségeiket később mind értékesítette.

### 1979 és 2000 között
A brit kormány a BP 80 millió részvényét adta el 1979-ben darabonként 7,58 USD-ért, ami része volt a Margaret Thatcher alatti privatizációs folyamatoknak. Ez a részvénymennyiség az összes részvény alig több mint 5%-át tette ki, és így a cégben meglévő állami tulajdon mértéke 46%-ra csökkent. Az 1987. október 19-i világméretű tőzsdekrach után Margaret Thatcher megkezdte újabb 7,5 milliárd GBP (12,2 milliárd USD) értékű részvény értékesítését, darabonként 333 penniért. Ez volt a kormány megmaradt 31%-os részesedésének a piacra vitele. 1987. Novemberben a Kuvaiti Befektetési Hivatal megvette a részvények 10,06%-át, ezzel ő lett vállalat legnagyobb befektetője. A következő májusban tovább folytatta a részvényvásárlásait, így tulajdonaránya elérte a 21,6=-ot. Sokan attól tartottak, hogy emiatt vissza fog esni a BP amerikai tevékenysége, pedig az volt a cég legfontosabb piaca. A brit Kereskedelmi és Ipari Minisztérium 1988. októberben arra kötelezte a kuvaitiakat, hogy tulajdoni arányukat csökkentsék 9,6%-ra.
1981 és 1990 között Peter Walters volt a társaság elnöke. Ezalatt csökkentette az európai feldolgozó kapacitást. 1982-ben a kanadai kereskedelmi, feldolgozói és marketing tevékenységeket eladták a Petro Canada részére. 1984-ben a Standard Oil of California neve Chevron Corporation lett, és megvette a Gulf Oil-t. Akkor ez volt az iparágon belüli legnagyobb összeolvadás. A trösztellenes törvények szabályozása miatt a Chevron 1985-ben megszabadult a Golf számos részlegétől, amiket a benzinállomásokkal és az Egyesült Államok keleti felén lévő egyik finomítójával együtt a British Petroleumnak adtak el. 1987-ben a British Petroleum tárgyalásokat kezdett a Britoil és a Standard Oil of Ohio még tőzsdén forgo részvényének a teljes megvásárlásáról. Ugyanakkor a BP részvényeit bevezették a Tokióió Tőzsdére is, ahol 2008-ig kereskedtek vele.
Walters helyét 1989-ben Robert Horton vette át. Ő leépítette a vállalatot, és a menedzsment több részlegét is elbocsátotta. 1992-ben a British Petroleum eladta a BP Canada kitermelő egységeiben meglévő 57%-os tulajdoni arányát, amit ezután átneveztek Talisman Energyre. A céghez 1966-ban csatlakozott és a ranglétrán egyre feljebb emelkedő John Browne 1991-ben bekerült az igazgatóságba, majd 1995-ben őt nevezték ki a vállalat főigazgatójává.
A British Petroleum 1990-ben lépett be az orosz piacra, első töltőállomását pedig 1996-ban nyitotta meg Moszkvában. 1997-ben megvette a Sidanco orosz olajvállalat 10%-át, melyből később megalakult a TNK-BP.

### 2000 és 2010 között
John Browne vezetése alatt több olajcéget is felvásárolt, és így a BP lett a világ harmadik legnagyobb olajtársasága. A British Petroleum és az Amoco (korábban Standard Oil of Indiana) 1998. decemberben egyesült, és így jött létre a BP Amoco plc. Az Amoco legtöbb USA-beli töltőállomását áttervezték a BP arculatának megfelelőre. 2000-ben a BP Amoco egyesült az Arco (Atlantic Richfield Co.)-val és a Burmah Castrollal. Az újdonsült márkanév elterjesztése érdekében a cég támogatta a Tate Modern galéria RePresenting Britain 1500–2000 című kiállítását. 2001-ben a BP rosszbiztonsági környezetének nyilvánosságra kerülése után a cég megváltoztatta a logóját, és új hivatalos nevet vett fel, ami a BP (Beyond Petroleum) lett.

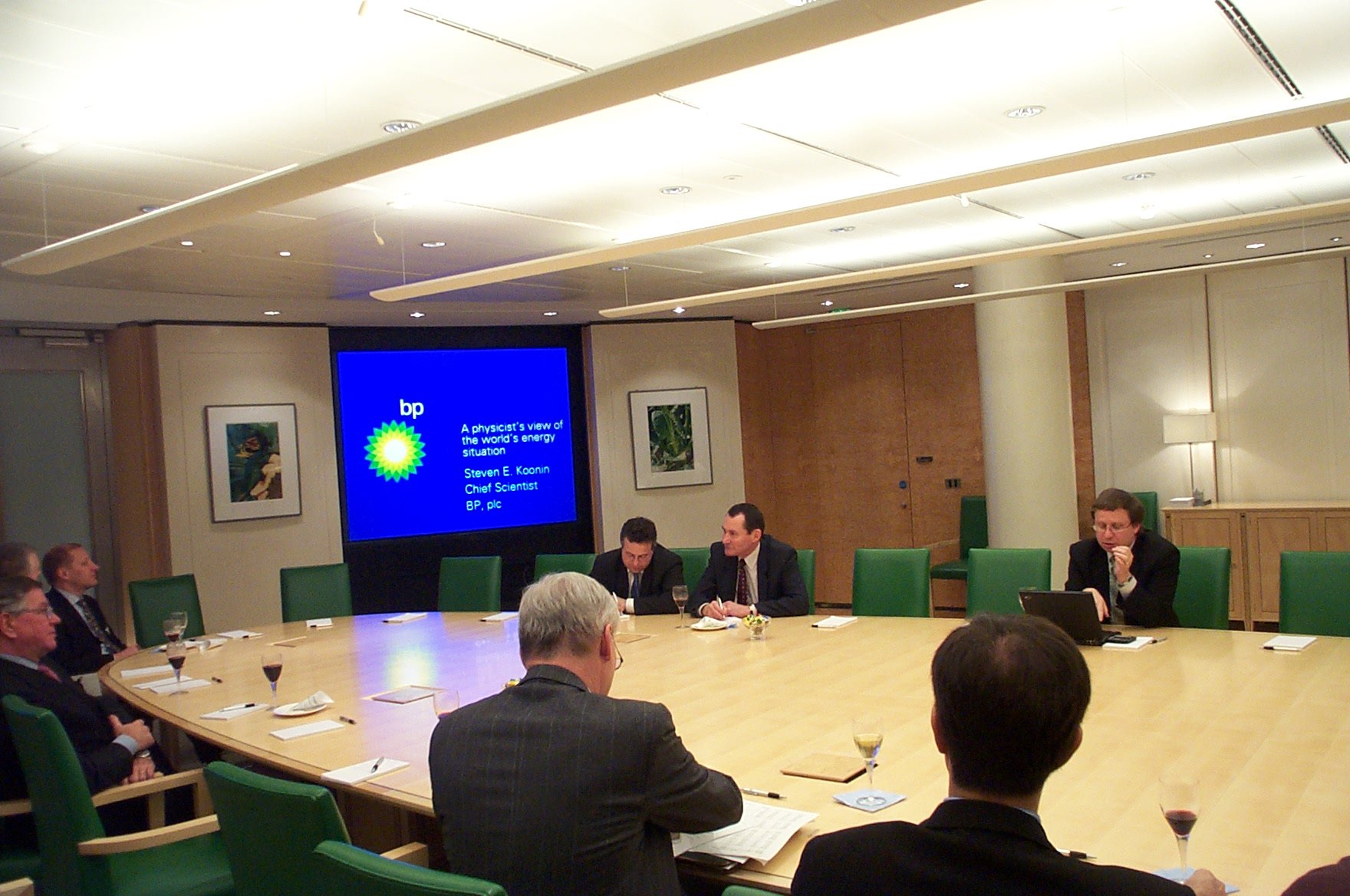
Steven Koonin, a BP akkori vezető tudósa beszél a céf 2005-ös közgyűlésén.

A 2000-es évek elején a BP lett a Baku–Tbiliszi–Ceyhan kőolajvezeték fő partnere, majd üzemeltetője. Ez egy új szállítási útvonalat jelentett a Kaszpi-tenger térségéből. 2003. szeptember 1-én a BP egy AAR néven ismert, orosz milliárdosokat tömörítő csoporttal közösen bejelentette, hogy közös vállalaton keresztül felügyelik és üzemeltetik az oroszországi és ukrajnai érdekeltségeiket. Ennek eredményeképp alakult meg a TNK-В.
2004-ben a BOP alkénekkel és olajszármazékokkal foglalkozó részlegét külön szervezte, és ezeket eladta az Ineos-nak. 2007-ben a BP eladta a cég tulajdonában álló üzleteket, melyeket általában "BP Connect" voltak ismertek. Vevőik helyi franchise üzemeltetők és az üzemanyagtöltők voltak.
2005. március 23-án 15 munkás meghalt, több mint 170 pedig megsebesült a Texasi olajfinomító felrobbanásakor. Takarékossági okokból mindig csúsztatták az 1934-ben épült olajfinomító korszerűsítését. Browne fogadkozott, hogy többet nem lesz ilyen katasztrófa. Három hónappal később a BP 'Thunder Horse PDQ új hatalmas kitermelő platformja a Mexikói-öbölben egy hurrikánban majdnem elsüllyedt. A nagy igyekezetben, hogy az 1 milliárd USD-s beruházást minél hamarabb befejezhessék, egy tolózárat fordítva helyeztek fel, így eláraszthatta a tenger a holtsúlyt. A vizsgálatok más munkafolyamatok silányságát is felszínre hozták. A javítások pár száz millió dollárból kijöttek, és három év kényszerzünet után ismét használhatták a Thunder Horse-t.
Lord Browne 2007. május 1-én lemondott a BP éléről. Az új vezérigazgató a kutatás és kitermelés vezetője, Tony Hayward lett. 2009-ben Hayward az alternatív energiaforrások felhasználásáról a biztonságra helyezte át a fő hangsúlyt.
2009-ben a BP kitermelési szerződést kötött a 2009-2010-es iraki olajkitermelési tenderen, hogy a CNPC-vel közös vállalatban fejlessze a Rumaila olajmezőt, ahol Irak becsült olajtartalékának mintegy 12%-a található. A közös konzorcium 2010. júniusban vette át az olajmez fejlesztését. 1990-ben itt volt a öbölháború legfontosabb gócpontja.

### 2010-2016

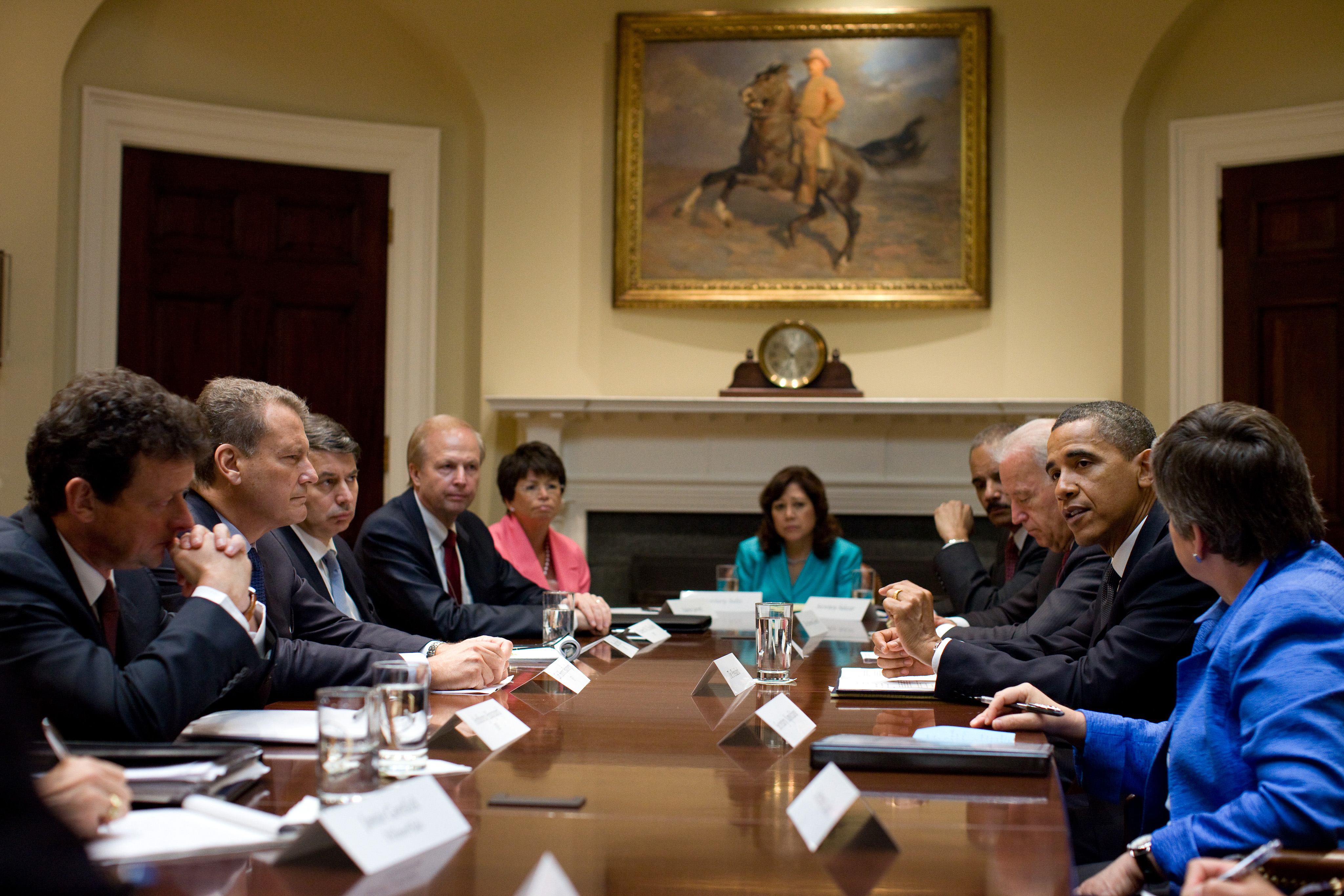
Barack Obama elnök 2010. júniusban a Fehér Házban találkozik a BP vezetőségével, hogy megtárgyalják a Mexikói-öbölben történt olajszennyezést.

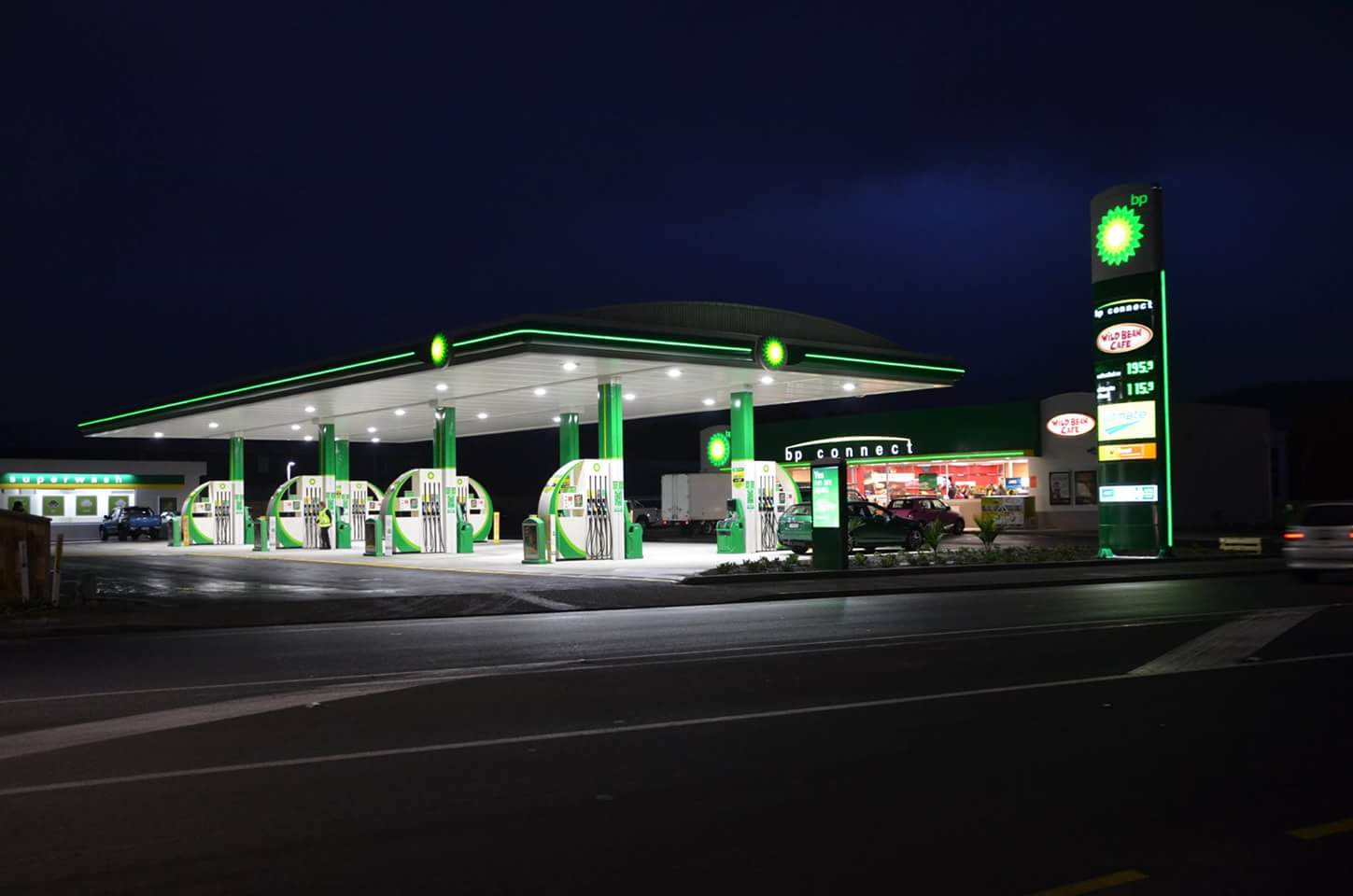
Egy modern BP töltőállomás Új-Zélandon a Kapiti-parton, Wild Bean Cafe-val és BP Connecttel. A boltot 2015. végén építették.

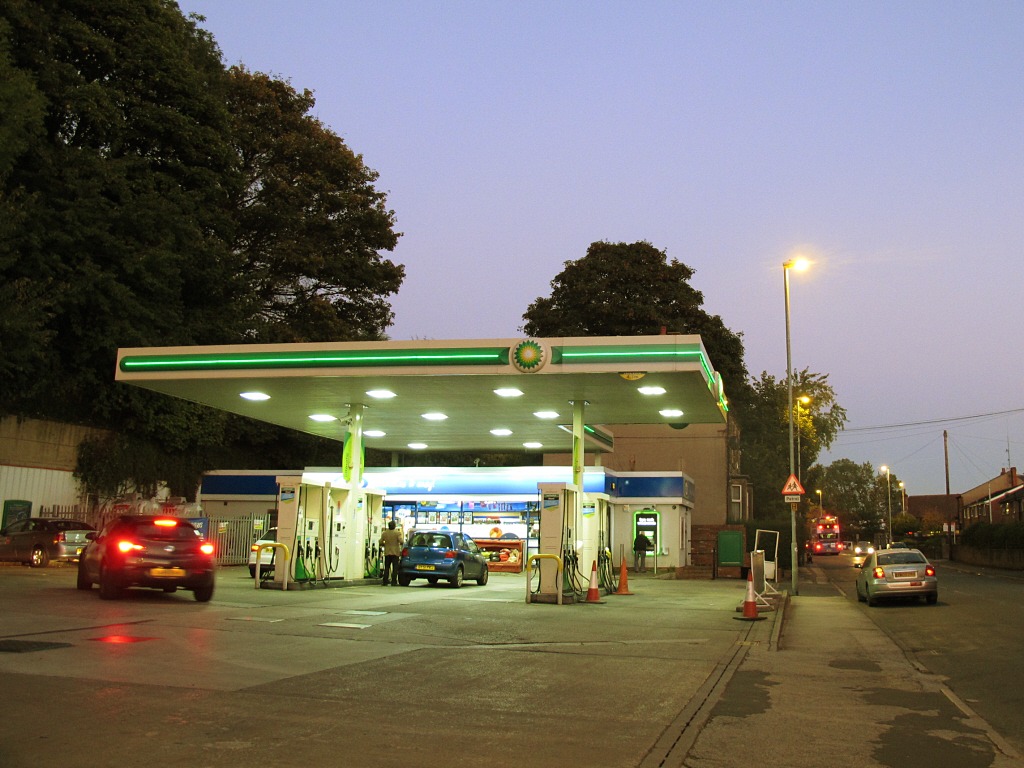
A BP egy modern üzemanyag-állomása Leeds Bramley részében.

2010. október 1-jén a Deepwater Horizonnál történt olajömlés miatt Bob Dudley váltotta Tony Haywardot a BP vezetői székében. Az olajömlés után a BP bejelentette, hogy 2013-ig 38 milliárd USD értékben értékesít a fő tevékenységéhez közvetlenül nem kapcsolódó érdekeltségeket, hogy ebből fizethessék ki a baleset miatt keletkezett kötelezettségeiket. 2010. júliusban a kanadai Brit Kolumbiában, Albertában lévő földgáztevékenységét eladta az Apache Corporationnek. A TNK-BP vette meg a Petroperijá és a Boquerón mezőket Venezuelában és a Lan Tay valamint a Lan Do mezőket, a Nam Con Son gázvezetéket és tárolót és a Phu My 3 erőművet Vietnamban, a Namíbiában, Botswanában, Zambiában, Tanzániában és Malawiben az ellátási részlegeket a Puma Energy vásárolta fel. A dorseti Wytch Farm tengerparti olajmező és az Északi-tengeren egy földgázkészlet a Perencóé lett, a kanadai földgázkészlet és cseppfolyósított termékkészlete a Plains All American Pipeline LP tulajdonába került, Kansasben a földgázkészletet a Linn Energy vette meg, Dél-Kaliforniában a Carson finomítót és az ARCO kiskereskedelmi hálózatot a Tesorónak adták el, míg Texasban Sunrayben és Hemphillben a gázfeldolgozó gyárak és a hozzájuk kapcsolódó gázgyűktő rendszerek új tulajdonosát az Eagle Rock Energy Partnersben találták meg. A Texas városában lévő finomító új üzemeltetője a Marathon Petroleum lett, a Mexikói-öbölben fekvő Marlin, Dorado, King, Horn Mountain és Holstein mezőket valamint az üzemen kívüli Diana Hoover és Ram Powell mezőkben a részesdést a Plains Exploration & Production szerezte meg. A szintén üzemen kívüli Draugen olajmezőben meglévő tulajdonrészt a Norske Shell vette meg, az egyesült királyságbeli gázüzemanyag elosztási hálózatát pedig a DCC szmelte ki magának.
2011. februárban a BP partnerségi megállapodást kötött a Reliance Industries-zel, mellyel közös indiai vállalkozásába 7,26 milliárd USD-vel szállt be. 2012. szeptemberben a cég 230 millió USD-ért eladta a BP Chemicals (Malaysia) Sdn. Bhd. vállalatot, a malajziai Kuantanban lévő tereftálsavgyárát. 2012-ben megvált a TNK-BP-ben lévő részesedésétől, melyért 12,3 milliárd USD-t és a Rosznyefty 18,5%-át kapta ellentételezésül. Az üzlet 2013. március 21-én zárult le.
2011 és 2013 között a BP leépítette az alternatív energiával foglalkozó üzletágát. 2011. decemberben bezárták a BP Solart, és ekkor jelentette be a vállalat, hogy ezt a piacot elhagyja. 2012-ben a cég leállította a 2008-ban megkezdett BP Biofuels Highlands projektjét. Ennek az lett volna a célja, hogy az egyre elterjedő energianövényekből, mint a biomassza és a vesszős köles, cellulóz etanolt állítsanak elő.
2013-ra a BP az egykori másodikról a negyedik legnagyobb olajtársasággá esett vissza, a különbözetből a Deepwater Horizontnál okozott károkat fizette meg.
2014. júniusban a BP egy nagyjából 20 milliárd USD értékű megállapodást kötött, melynek értelmében CNOOC-nek cseppfolyósított földgázt ad el. 2014-ben a Statoil Fuel & Retail eladta a légi közlekedéssel kapcsoltos üzletrését a BP-nek. Hogy megfeleljen a trösztellenes előírásoknak, beleegyezett, hogy az így Koppenhágában, Stockholmban, Göteborgban és Malmőben megszerzett piaci részét 2015-ben eladja a Wordl Fuel Service-nek.
2016-ban a BP decaturi üzemét eladta a thaiföldi Indorama Venturesnek.